# NGC 2279
NGC 2279 é um sistema estelar triplo na direção da constelação de Gemini. O objeto foi descoberto pelo astrônomo Guillaume Bigourdan em 1885, usando um telescópio refrator com abertura de 12 polegadas. 